# Østergade (Aarhus)
 For alternative betydninger, se Østergade. (Se også artikler, som begynder med Østergade)
Østergade i Aarhus ligger mellem Frederiksgade og Fredensgade. Den blev anlagt i 1850’erne som en del af et byggeprojekt påbegyndt af købmand Henrik Schandorff, der også anlagde Søndergade. Der blev bygget en del huse på vejen frem til 1857, men herefter gik det langsomt med byggerierne, da der var en pengekrise i tiden.

## Fremtrædende bygninger i Østergade
Brobjerghus: Østergade 1. Det nuværende hus blev opført i 1900 efter tegninger af arkitekt Rudolf Frimodt Clausen. Bygningen har blandt andet været hjemsted for Engelsk Beklædnings Magasin, der blev åbnet i 1902 af købmand Peter Friis. Butikken blev senere videreført af Peter Friis' søn, Tage Friis.
Den Folkelige Forsamlingsbygning blev opført i 1870’erne og spillede en central rolle i byens politiske- og senere sociale liv. Bygningen blev senere omdannet til hotel under navnet, Østergades Hotel.
Lanbosparekassens bygning på hjørnet af Østergade og Søndergade. Østergade 9, rummer i dag Nordea.